# ラウール・デ・トマス
ラウール・デ・トマス・ゴメス（Raúl de Tomás Gomez、1994年10月17日 - ）は、スペイン・マドリード州マドリード出身のサッカー選手。カタール・スターズリーグ・アル・ワクラ所属。元スペイン代表。ポジションはフォワード。
母親がドミニカ共和国出身のため、ドミニカ共和国籍も保有している。

## 経歴

### クラブ

#### レアル・マドリード
スペイン人の父親とドミニカ人の母親の間に誕生。地元のCDサン・ロケから2004年7月1日にレアル・マドリードの下部組織に入団した。2013年からレアル・マドリード・カスティージャでプレーしているが、トップチームのフォワードの層の厚さからトップチーム昇格の機会は訪れなかった。以降は経験は積むために武者修行の日々を送ることになる。

#### レンタル移籍の日々
2015年8月31日、前シーズンにセグンダ・ディビシオン（2部）に降格したコルドバCFへのレンタル移籍が発表された。契約期間は1年間。
翌シーズンも同じセグンダ・ディビシオンのレアル・バリャドリードへレンタル移籍。契約期間は1年間。
そして2017年9月1日、セグンダ・ディビシオンのラージョ・バジェカーノへレンタル移籍。契約期間は1年間。この移籍は転機となり、2017-2018シーズンはレンタル先のラージョで32試合24ゴール4アシストを記録する大活躍を見せ、2018年2月と4月には2部の月間最優秀選手にも選出された。最終的に得点王こそ逃したが（リーグ2位）、ラージョのセグンダ・ディビシオン優勝とプリメーラ・ディビシオン昇格の立役者となり、シーズン終了後にはラージョも完全移籍に動いたが、ラウール本人はレアル・マドリード復帰を希望した。
ラージョでの活躍が認められ、2018年6月にラウールはレアル・マドリードとの契約を2023年まで延長したことを発表した。レンタル契約満了により7月1日にレアル・マドリードに復帰したが、8月24日再びラージョにレンタル移籍することが発表された発表された。

#### ベンフィカ
2019年7月3日、SLベンフィカと2024年までの5年契約を締結した。移籍金は2000万ユーロ、契約解除金は1億ユーロに設定したことが発表された。

#### エスパニョール
2020年1月9日、RCDエスパニョールと2026年6月30日までの契約を締結したことが発表された。
2021-22シーズンはリーグ戦17ゴールを記録したが、34節のレアル・マドリード戦では途中交代後に不満を露わにしビセンテ・モレノ監督に胸ぐらを掴まれるなど同監督との確執が噂された。2022-23シーズンよりディエゴ・マルティネス監督が就任したが同監督とも良好な関係を築けず、開幕からベンチ外が続いていた。

#### ラージョ・バジェカーノ
2022年9月13日、ラージョ・バジェカーノへの完全移籍が発表された。ラージョには2018-19シーズン以来の復帰となる。また、移籍期間外の移籍となるため公式戦出場は2023年1月まで不可能となる。

#### アル・ワクラ
2025年7月20日、アル・ワクラにローン移籍した。

### 代表
2021年11月、負傷したアンス・ファティの代役としてキャリアで初めてスペイン代表招集を受けた。同月11日、ギリシャ代表とのW杯予選にて先発出場し、スペイン代表デビューを果たした。

## 人物
デ・トマスの父であり、同姓同名のラウール (1967年生)は、同じくサッカー選手であり、現役時代は主にセグンダ・ディビシオンBのクラブでプレーした。デ・トマスの実弟であるルベンもアマチュアサッカー選手として活動しており、ラージョ・バジェカーノのカンテラに在籍していた。

## 個人成績

### クラブ
2021年5月20日現在
| クラブ                        | シーズン     | リーグ         | リーグ | リーグ | カップ | カップ | リーグカップ | リーグカップ | UEFA | UEFA | 通算 | 通算 |
| クラブ                        | シーズン     | ディヴィジョン | 出場   | 得点   | 出場   | 得点   | 出場         | 得点         | 出場 | 得点 | 出場 | 得点 |
| ----------------------------- | ------------ | -------------- | ------ | ------ | ------ | ------ | ------------ | ------------ | ---- | ---- | ---- | ---- |
| レアル・マドリードC           | 2011–12      | セグンダB      | 1      | 0      | —      | —      | —            | —            | —    | —    | 1    | 0    |
| レアル・マドリードC           | 2012-13      | セグンダB      | 14     | 8      | —      | —      | —            | —            | —    | —    | 14   | 8    |
| レアル・マドリードC           | 2013-14      | セグンダB      | 1      | 0      | —      | —      | —            | —            | —    | —    | 1    | 0    |
| レアル・マドリードC           | クラブ通算   | クラブ通算     | 16     | 8      | —      | —      | —            | —            | —    | —    | 16   | 8    |
| レアル・マドリードB           | 2012-13      | セグンダ       | 7      | 0      | —      | —      | —            | —            | —    | —    | 7    | 0    |
| レアル・マドリードB           | 2013-14      | セグンダ       | 27     | 7      | —      | —      | —            | —            | —    | —    | 27   | 7    |
| レアル・マドリードB           | 2014-15      | セグンダB      | 28     | 7      | —      | —      | —            | —            | —    | —    | 28   | 7    |
| レアル・マドリードB           | クラブ通算   | クラブ通算     | 62     | 14     | —      | —      | —            | —            | —    | —    | 62   | 14   |
| レアル・マドリード            | 2014-15      | プリメーラ     | 0      | 0      | 1      | 0      | —            | —            | —    | —    | 1    | 0    |
| コルドバ (loan)               | 2015-16      | セグンダ       | 26     | 6      | 1      | 0      | —            | —            | —    | —    | 27   | 6    |
| バジャドリード (loan)         | 2016-17      | セグンダ       | 36     | 14     | 2      | 1      | —            | —            | —    | —    | 38   | 15   |
| ラージョ・バジェカーノ (loan) | 2017-18      | セグンダ       | 32     | 24     | 0      | 0      | —            | —            | —    | —    | 32   | 24   |
| ラージョ・バジェカーノ (loan) | 2018-19      | プリメーラ     | 33     | 14     | 1      | 0      | —            | —            | —    | —    | 34   | 14   |
| ラージョ・バジェカーノ (loan) | クラブ通算   | クラブ通算     | 65     | 38     | 1      | 0      | —            | —            | —    | —    | 66   | 38   |
| ベンフィカ                    | 2019-20      | プリメイラ     | 7      | 0      | 2      | 1      | 3            | 1            | 4    | 1    | 16   | 3    |
| エスパニョール                | 2019-20      | プリメーラ     | 14     | 4      | 1      | 1      | —            | —            | 0    | 0    | 15   | 5    |
| エスパニョール                | 2020-21      | セグンダ       | 35     | 22     | 1      | 0      | —            | —            | —    | —    | 36   | 22   |
| エスパニョール                | クラブ通算   | クラブ通算     | 49     | 26     | 2      | 1      | —            | —            | 0    | 0    | 51   | 27   |
| キャリア通算                  | キャリア通算 | キャリア通算   | 260    | 105    | 9      | 3      | 3            | 1            | 4    | 1    | 276  | 110  |

## タイトル

### クラブ
ラージョ・バジェカーノ
- セグンダ・ディビシオン: 2017-18

ベンフィカ
- スーペルタッサ・カンディド・デ・オリベイラ: 2019

エスパニョール
- セグンダ・ディビシオン: 2020-21